# Ödeshemman
Ödeshemman är ett historiskt svenskt begrepp för hemman som har lämnats utan bruk och skötsel efter att de blivit övergivna av åbon eller ägaren.
Ödeshemman orsakade stor minskning i kronans beräknade inkomster och därför meddelades många föreskrifter, dels om den tillsyn över hemman för att förebygga att de lämnades öde, och dels om de åtgärder som borde vidtas när något hemman trots detta fallit öde.
År 1711 var 1200 till 1300 av 7859 hemman i Skåne öde. Efter rysshärjningarna under början av 1700-talet lämnades många hemman öde i Västerbotten. Den 20 november 1741 beslutade därför riksdagen att var och en av vilket stånd som helst fick uppta ödeshemman i Västerbotten och i evärdlig tid besitta hemmanet under frälsemannarätt, vara fri från rotering, fri från avgift i tio år och i femtio år fri från avrad. 1743 utvidgades dessa rättigheter till att gälla hela riket.
Om ett skattehemman legat öde under tre år ansågs det som skattevrak och överfördes till kronotitel, men denna regel upphävdes genom kungliga förordningen 21 februari 1789. Beträffande ödefrälsehemman innehöll kungliga brevet 6 januari 1806 att sådana lämnades uppodlaren mot erläggande till kronan av 20 års räntor, varefter de skulle anses som frälsehemman och utgöra ränta i likhet med dylika hemman.